# Luis López Gil
Luis Manuel López Gil (Madrid, España, 4 de mayo de 1975) es un exfutbolista español. Jugaba de centrocampista y su último equipo fue el RSD Alcalá en la Segunda División B de España.

## Trayectoria
Formado en las canteras del AD Alcorcón y del Atlético de Madrid.
Paseó su buen futbol y su mejor carácter desde 1996-97 hasta recalar en 2001-02 en clubs legendarios como el Motril C.F. (2.ªDivisión), CF Fuenlabrada (2.ª División B), y AD Alcorcón (2.ª División B). 
Durante sus 4 temporadas en el Getafe CF, consiguió, junto con un magnífico grupo de jóvenes futbolistas, el ascenso de este equipo desde 2.ª División B a 2.ª División y posteriormente a 1.ª División de la Liga española, siendo además artífice del sueño de 1.ª como Capitán. 
Tras su paso por el Getafe CF y una cesión del jugador al Terrassa por una temporada, continuó su carrera de manos de Michel  en el Rayo Vallecano y posteriormente consiguió su traspaso al RSD Alcalá (3.ª División) donde cumplirá su 4.ª temporada consiguiendo el Campeonato del 2008-09.

## Entre su palmarés, debemos destacar
- Ascenso a 2.ª División del Altlético de Madrid B (1996)
- Ascenso a 2.ª División del Getafe C.F. (2002)
- Ascenso a 1.ª División del Getafe C.F. (2004)
- Ascenso a 2.ª División B del RSD Alcalá (2009)
- Trofeo Villa de Madrid (Atlético de Madrid, 1.º Equipo, 1996) ante el Estrella Roja de Belgrado.

Ha sido dotado con trofeos personales ante su capitanía en el Getafe C.F., y su personalidad ante todo deportiva y de buen compañero.

## Clubes
| Club                 | País   | Año       |
| -------------------- | ------ | --------- |
| Atlético de Madrid B | España | 1995-1997 |
| Getafe CF            | España | 1997      |
| Motril               | España | 1997-1998 |
| Écija                | España | 1998-1999 |
| CF Fuenlabrada       | España | 1999-2000 |
| AD Alcorcón          | España | 2000-2001 |
| Getafe CF            | España | 2001-2004 |
| Terrassa             | España | 2004-2005 |
| Rayo Vallecano       | España | 2005-2006 |
| RSD Alcalá           | España | 2006-2010 |